# فيري جراف
فيري جراف (بالألمانية: Ferry Graf)‏ هو مغني نمساوي، ولد في 14 ديسمبر 1931 في تيرنتس ‏ في النمسا.

## وصلات خارجية
- فيري جراف على موقع IMDb (الإنجليزية)
- فيري جراف على موقع ميوزك برينز (الإنجليزية)
- فيري جراف على موقع أول ميوزيك (الإنجليزية)
- فيري جراف على موقع ديسكوغز (الإنجليزية)